# Герберт, Ричард (ум. 1510)

Герб сэра Ричарда Герберта

Сэр Ричард Герберт из Ивайеса, Херефордшир (англ. Sir Richard Herbert; умер в 1510 г.) — валлийский рыцарь, джентльмен, землевладелец и придворный.
Ричарда Герберта из Ивайеса не следует путать с его дядей, сэром Ричардом Гербертом из Колдбрука (? — 1469).

## Происхождение
Внебрачный сын Уильяма Герберта, 1-го графа Пембрука (1423—1469) и Мод ап Хауэлла Граунта, дочери Адама ап Хауэлла Граунта (Гвинн). У Ричарда был родной брат по имени Джордж.

## Наследие Герберта
Титулы и поместья графа Пембрука перешли к младшему законному сводному брату Герберта Уильяму, но он добился известности благодаря своим собственным заслугам и своим потомкам: «Сэр Ричард Герберт из Ивайеса, который, хотя и незаконнорожденный, предок людей, которые действительно в наше время прославили имя Герберта».
В 1465 году Ричарду Герберту был пожалован Вестминстер, поместья Гроув, Рэднор, Мукас, Брутскорт, Троукестон, Вестхайд, Эгелтон, Редехайр, Хоутон и Уорметон Тирелл в графстве Херефордшир.
Он добился успеха в качестве джентльмена-ашера при короле Генрихе VII и был назначен констеблем и носильщиком замка Абергавенни 22 июля 1509 года. он был посвящен в рыцари. В «Рыцарях Англии» есть запись о посвящении Ричарда Герберта в рыцари в 1513 году, но это произошло через три года после смерти этого человека . По словам Сила, Ричард никогда не был посвящен в рыцари, но был эсквайром. Ричард получил титул эсквайра в 1465 году, когда ему были предоставлены поместья и земли. Однако другие источники называют его «сэром Ричардом Гербертом», а в статье под названием «Семья Герберта» в журнале The Gentleman’s Magazine говорится, что он был посвящен в рыцари королем Генрихом VIII, и в этом случае, поскольку он умер в 1510 году, он был бы посвящен в рыцари в последний год своей жизни и в первый год правления Генриха VIII, которое началось в 1509 году.

## Брак и дети
Ричард женился на Маргарет, дочери сэра Мэтью Крэдока из Суонси и Алисы (или Джейн) Мэнселл, вдовы Джона Малефанта. Сэр Мэтью Крэдок был приемником Гламоргана, через которого замок Каслстон перешел к его дочери Маргарет и Ричарду Гербертам.
У Ричарда и Маргарет Герберт было трое выживших сыновей, одним из которых был Уильям Герберт, 1-й граф Пембрук (1501—1570), который был назначен графом Пембрук (вторая креация) 11 октября 1551 года. Поздние графы Пембрук и Монтгомери, Карнарвон и герцоги Поуис из Пул-Касл (вымерли в 1747 году) происходят от сэра Ричарда Герберта. По женской линии маркиз Бьют получил свои поместья в Гламорганшире . Сын Герберта Уильям женился на Анне Парр, сестре королевы Екатерины Парр, шестой и последней жены короля Англии Генриха VIII. Уильям служил Генриху VIII на многих должностях, включая главного джентльмена Тайной палаты, тайного советника и получателя королевских доходов. Он был посвящен в рыцари в 1544 году, а позже назначен кавалером Ордена Подвязки. Другим сыном был сэр Джордж Герберт из Суонси, который был предком Гербертов из Суонси, Когана и Кукхэма, угасших в 1739 году. Замок Кэндлстон перешел от Ричарда и Маргарет к их сыну Джорджу.
Ричард был также отцом незаконнорожденных Гербертов из Динаса Повиса и Хенгастелла.

## Смерть
Ричард Герберт скончался между 2 и 12 сентября 1510 года и был похоронен в церкви Абергавенни; его могила имеет богато украшенную стенную арку и алебастровое изображение.